# Ee Island
Ee Island är en ö i Cooköarna (Nya Zeeland). Den ligger i den norra delen av landet. Arean är 0,73 kvadratkilometer. Ön ligger intill Aitutaki och är täckt av skog.
Terrängen på Ee Island är mycket platt. Den sträcker sig 1,8 kilometer i nord-sydlig riktning, och 0,9 kilometer i öst-västlig riktning.